# 曹宗寿
曹 宗寿（そう そうじゅ、生没年不詳）は、北宋時期の曹氏帰義軍節度使の七代目である。曹延禄の族子である。曹宗寿は曹延禄を自殺に追い込み、位を継いだ。

## 略歴
咸平5年（1002年）、北宋は羈縻政策をもって対峙したので、曹宗寿に金紫光禄大夫・検校太保・御史大夫・使持節・沙州刺史・帰義軍節度使・譙郡開国侯に封じ、食邑一千戸を与えた。
曹宗寿は瓜州・沙州両州の各仏教寺院に収蔵されていた経巻・文書約四十五万件を秘密裏に沙州（現在の甘粛省敦煌市）に運び、莫高窟の中に封印した。ロシアのサンクトペテルブルク図書館に、石室本『曹宗寿夫婦施経記』が収められている。
大中祥符7年（1014年）、曹宗寿の死後、その子の曹賢順が後を継いだ。